# 俾利喇街
俾利喇街（葡萄牙語：Rua de Francisco Xavier Pereira），位於澳門的中部，北起慕拉士大馬路；南至鏡湖馬路，是澳門北區連接南區的主要道路之一。其中由鏡湖馬路至渡船街和羅利老馬路之交界的路段為單線單向行車，慕拉士大馬路至馬交石斜坡及黑沙環斜路和黑沙環馬路之交界的路段為三線單向行車，其餘中間路段為雙向行車（雙線或四線）。全長約1,260米，呈西南至東北走向。

## 名字來源
俾利喇街的名字是由曾經擔任澳門議事公局局長俾利喇來命名的。俾利喇是澳門最早的代權官，管理澳門的內部行政事務，相當於現在的行政長官。他約在明嘉靖四十一年(1562年)由葡萄牙人選出來的，一直任職到明萬曆十五年（1587年）。

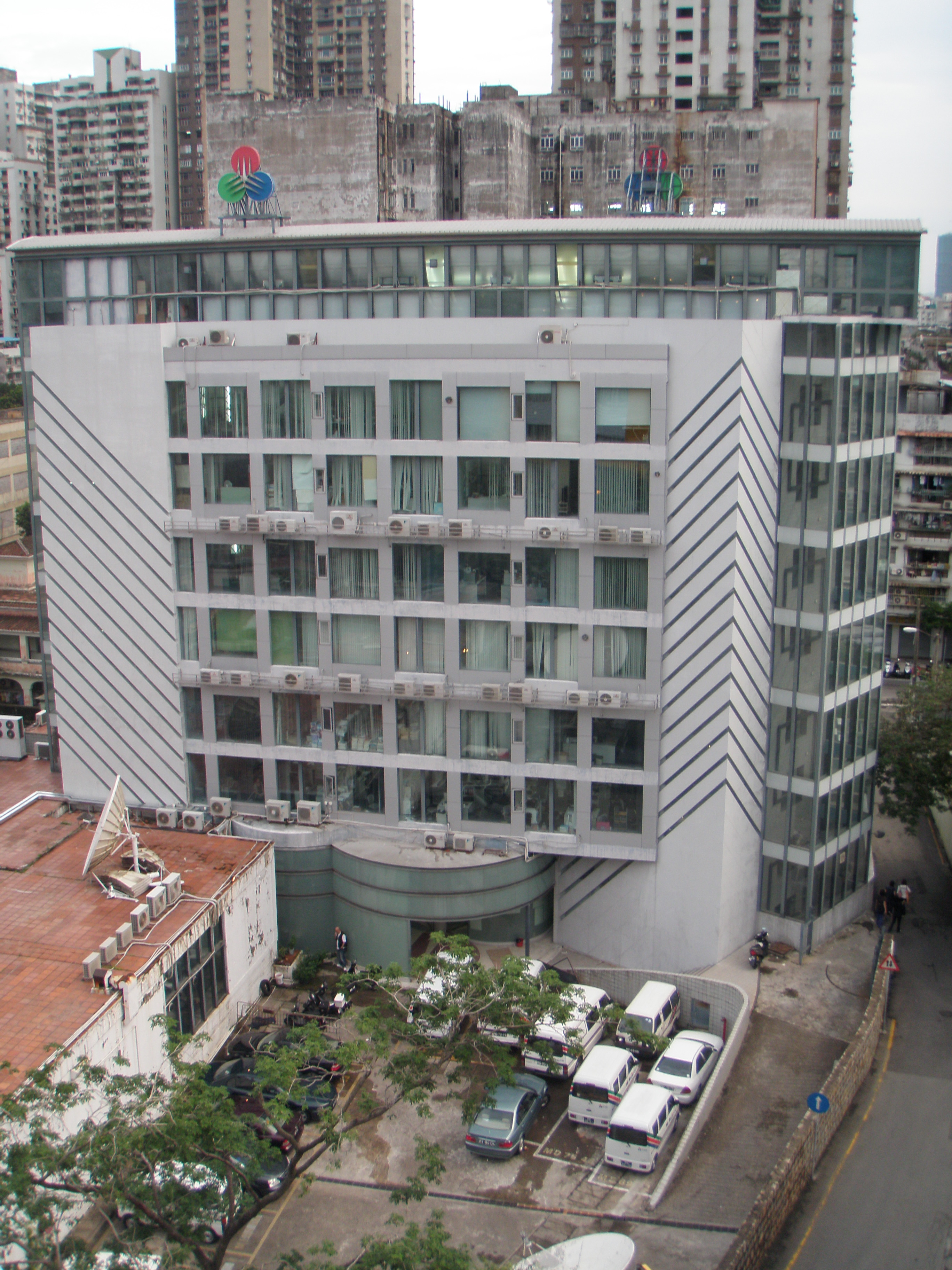
位於俾利喇街的澳廣視大樓。

俾利喇街157號A是澳廣視大樓的所在地。

## 重要建築
- 望廈社屋
- 望廈體育中心
- 望廈總站
- 澳廣視大樓
- 冼星海紀念館
- 聖方濟各老人院

## 意外事故
2018年1月10日，一名女途人在俾利喇街與飛能便度街斑馬線橫過馬路時，一輛白色七人車在斑馬線前停車等候，但突然間尾隨一輛巴士駛至，懷疑巴士司機錯踏油門當剎車，導致巴士猛撞白色七人車車尾，並把七人車推前撞倒該名過路女子，繼而將她輾過。女途人送院後證實不治，事件釀成5車事故。交通局在意外發生後翌日立即要求巴士公司勒停所有現職的兼職司機，務求將路上風險降低，不過此舉引來業界回響。